# Narathura jabadia
Narathura jabadia är en fjärilsart som beskrevs av Hans Fruhstorfer 1914. Narathura jabadia ingår i släktet Narathura och familjen juvelvingar. Inga underarter finns listade i Catalogue of Life.